# 獵戶座V1197
獵戶座V1197，又名BD-01 1012，HD 38099、SAO 132480、HR 1970，是獵戶座的一颗恒星，视星等为6.31，位于銀經206.44，銀緯-15.9，其B1900.0坐标为赤經5h 38m 5.7s，赤緯-1° -15.9′ 34″。